# Lingua italiana negli Stati Uniti d'America

Distribuzione della lingua italiana negli Stati Uniti nel 2000.

La lingua italiana è parlata negli Stati Uniti d'America da più di cento anni, a causa di un'immigrazione su larga scala a partire dal tardo XIX secolo. Oggi è la settima lingua più parlata nel paese.
L'assimilazione ha giocato un grande ruolo nella diminuzione di italofoni madrelingua oggi. Oggi, anche se 15.638.348 americani si riferiscono a se stessi come italoamericani, solo 1.008.371 di questi riporta di parlare la lingua italiana a casa (0,384% della popolazione nazionale). Di coloro che parlano italiano a casa negli Stati Uniti, 361.245 hanno più di 65 anni e solo 68.030 sono giovani con meno di 17 anni.